# Paul Kozlicek
Paul Kozlicek (* 22. Juli 1937 in Wien; † 26. November 1999 in Sevilla) war ein österreichischer Fußball-Nationalspieler.

## Karriere
Paul Kozlicek war ein Allrounder, der zu Beginn seiner Karriere vor allem als Stürmer, später auch defensiv spielte. Seine Karriere begann er gemeinsam mit seinem älteren Bruder Ernst Kozlicek beim Meidlinger Klub SC Wacker Wien 1949. Bei Mannschaftsaufstellungen wurde zumeist er als „Kozlicek II“ angeführt, zur Unterscheidung von seinem Bruder „Kozlicek I“. In der Saison 1954/55 spielte Paul Kozlicek erstmals in der A-Liga für die Schwarz-Weißen – mit 20 beziehungsweise 21 Treffern in den nächsten beiden Saisonen machte er rasch auf sich aufmerksam. So kam er bereits am 25. März 1956 in Paris gegen Frankreich unter Karl Geyer zu seinem Teamdebüt, für Bruder Ernst war es an diesem Abend bereits das zweite Ländermatch. Seinen einzigen Länderspieltreffer erzielte er am 23. März 1958 in Wien im Europapokal 1955–1960 beim 3:1 gegen Italien.
Kozlicek nahm mit seinem Bruder an der Weltmeisterschaft 1958 in Schweden teil. Dort erwiesen sich die Gegner in der Vorrundengruppe mit dem späteren Weltmeister Brasilien, Europameister Sowjetunion sowie England allerdings als zu stark. 1959 traten die beiden Kozlicek-Brüder vom in finanziellen Schwierigkeiten geratenen SC Wacker Wien zum LASK über, wo sich 1962 die Wege der beiden trennen sollten. Während Paul Kozlicek in Linz verblieb, ging Ernst Kozlicek zum 1. Schwechater SC. Mit dem LASK gewann der jüngere Bruder nach der Vizemeisterschaft 1962 und dem verlorenen Cupfinale 1963 schließlich in der Saison 1964/65 das Double. Nachdem er nach diesem großen Erfolg zur Admira gegangen war, holte er in der Saison 1965/66 mit seinem neuen Klub ebenfalls das Double. Bis 1971 blieb Paul Kozlicek anschließend noch in der Meisterschaft für Admira aktiv.
Am 26. November 1999 starb Kozlicek 62-jährig in Sevilla, wo er sich auf Urlaub befand. Er war in der Badewanne seines Hotelzimmers ausgerutscht und erlitt durch heißes Wasser Verbrennungen dritten Grades, woraufhin er ins Krankenhaus gebracht und dort in weiterer Folge seinen schweren Verbrennungen erlag.

## Stationen
- SC Wacker Wien (1949–1959)
- Linzer ASK (1959–1965)
- SK Admira Wien (1965–1971)

## Erfolge
- 2 × Österreichischer Meister: 1965, 1966
- 2 × Österreichischer Vizemeister: 1956, 1962
- 2 × Österreichischer Cupsieger: 1965, 1966
- 1 × Österreichischer Cupfinalist: 1963

- Teilnahme Weltmeisterschaft 1958: Gruppenphase (Besten 16)
- Teilnahme Europameisterschaft 1960: Viertelfinale
- 14 Länderspiele und 1 Tor für die österreichische Fußballnationalmannschaft von 1956 bis 1963